# Часник пижмовий
Часник пижмовий, цибуля мускусна (Allium moschatum) — вид трав'янистих рослин родини амарилісові (Amaryllidaceae), поширений у південній частині Європи та західній частині Азії.

## Опис
Багаторічна рослина 20–30 см заввишки. Квітконіжки майже рівні, 10–12 мм завдовжки. Листочки оцвітини 6–7 мм довжиною; тичинки майже в 2 рази коротші від оцвітини.

## Поширення
Поширений у південній частині Європи та західній частині Азії.
В Україні вид зростає на кам'янистих і щебенистих місцях, осипах — в Криму, зрідка.